# Tatyana Yembakhtova
Tatyana Stepanovna Yembakhtova (russe : Татьяна Степановна Ембахтова), née le 17 janvier 1956, est une ancienne joueuse soviétique d'origine ouzbèke de hockey sur gazon. Elle est médaillée de bronze aux Jeux de 1980.

## Carrière
Tatyana Yembakhtova fait partie de l'équipe soviétique de hockey sur gazon qui remporte la médaille de bronze aux Jeux olympiques d'été de 1980.

## Palmarès

### Jeux olympiques
- médaille de bronze du tournoi féminin en 1980 à Moscou,  Union soviétique